# Apterostigma bolivianum
Apterostigma bolivianum (лат.) — вид примитивных муравьёв-грибководов (Attini) рода Apterostigma из подсемейства Myrmicinae. Эндемик Южной Америки.

## Распространение
Южная Америка: Боливия, Венесуэла Колумбия, Перу, Эквадор.

## Описание
Мелкие муравьи коричневого цвета. Глаза выпуклые (более девяти омматидиев по самой короткой оси); лобные доли в анфас субквадратные; передний край наличника при виде анфас вогнутый, без блестящей кутикулярной полосы; шея без срединного киля; мандибулы удлиненные; передний край переднеспинки при виде сверху выпуклый, с выемкой посередине и без латерального утолщения; и мезоплевральный вентральный киль при виде сбоку хорошо развитый, толстый. Усики рабочих и самок 11-члениковые, у самцов состоят из 12 сегментов. Нижнечелюстные щупики 3-члениковые, нижнегубные щупики состоят из двух сегментов (формула щупиков 3,2). Стебелёк между грудкой и брюшком состоит из двух члеников: петиоля и постпетиоля (последний отделён от брюшка), жало развито, куколки голые (без кокона). Петиоль вытянутый, без явного узелка.

## Таксономия
Вид был впервые описан в 1938 году американским мирмекологом Н. Вебером (США) по материалам из Боливии и получивший своё именование A. bolivianum по месту обнаружения.